# Argyrochaetona cubana
Argyrochaetona cubana är en tvåvingeart som beskrevs av Townsend 1919. Argyrochaetona cubana ingår i släktet Argyrochaetona och familjen parasitflugor.
Artens utbredningsområde är Kuba. Inga underarter finns listade.